# Vadu (Hunyad megye)
Vadu falu Romániában, Erdélyben, Hunyad megyében.

## Fekvése
Nalácvád mellett fekvő település.

## Története
Korábban Nalácvád része volt. 1956-ban vált külön településsé 109 lakossal.
1966-ban 118 lakosából 117 román, 1 magyar, 1977-ben 114 lakosából 112 román, 2 magyar, 1992-ben 116 lakosából 114 román, 2 magyar, a 2002-es népszámláláskor pedig 99 lakosából 98 román, 1 magyar volt.

## Források

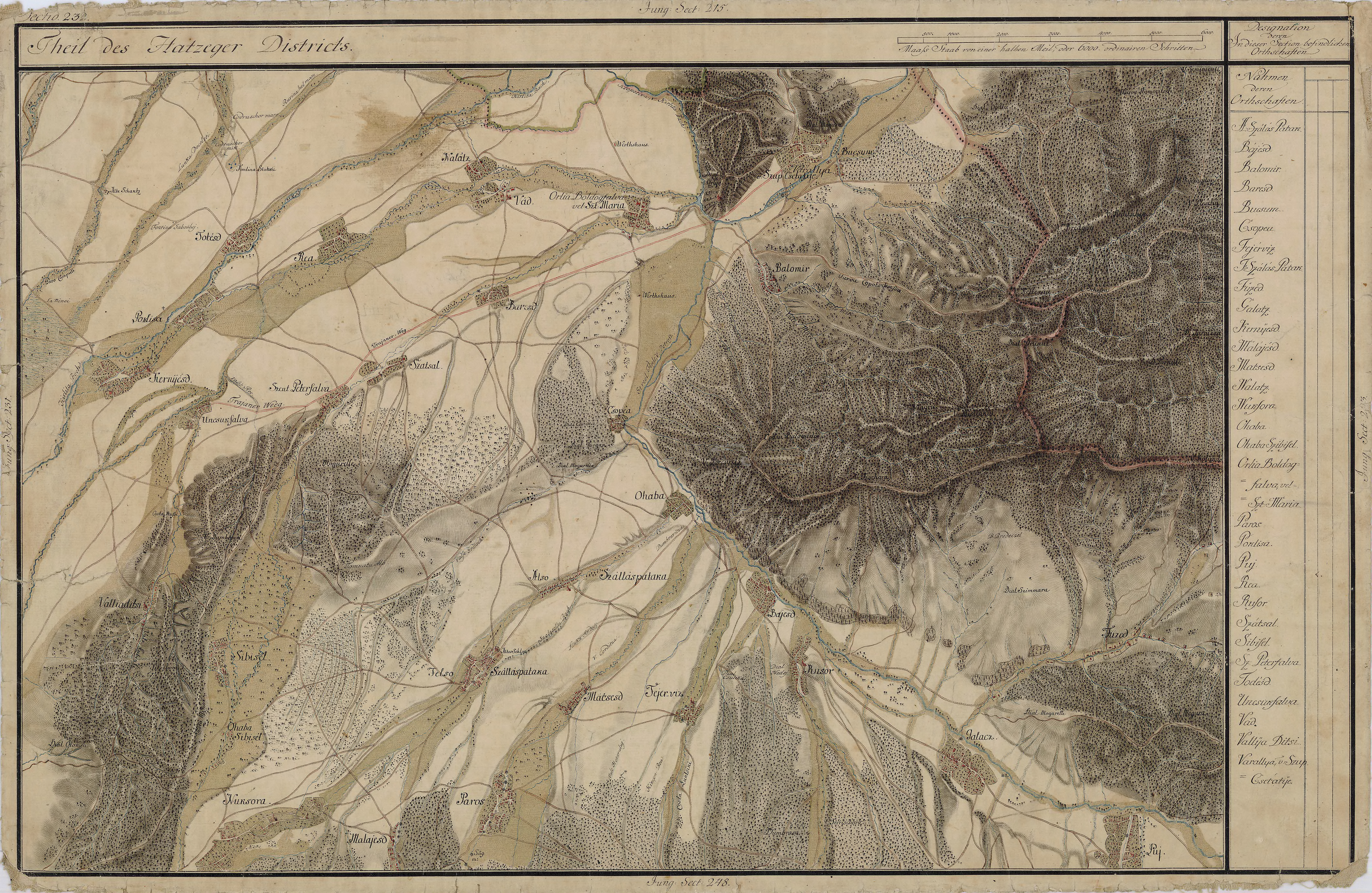